# Shin'ichi Watanabe
Shin'ichi Watanabe (渡邊 慎一?, Watanabe Shin'ichi; Yokohama, 6 settembre 1964) è un regista, sceneggiatore, animatore e doppiatore giapponese.

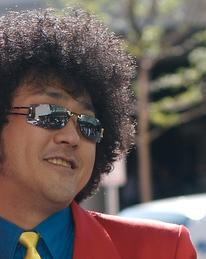
Il regista Shin'ichi Watanabe

È famoso per la regia dell'anime demenziale Excel Saga, dove compare sotto forma di personaggio con il nome di Nabeshin; appare anche in Puni Puni Poemi.
Il suo nome d'arte è  (ワタナベシンイチ?, Watanabe Shin'ichi), che equivale al suo vero nome scritto però in sillabe katakana, usate in giapponese prevalentemente per trascrivere parole di origine straniera.

## Shin'ichi come Nabeshin
Nabeshin (ナベシン?) appare nell'anime Excel Saga, dove rappresenta proprio il regista dell'anime, e in Puni Puni Poemi. Nabeshin incarna perfettamente l'aspetto reale di Shin'ichi Watanabe. Nella serie non spiegano molto di lui, ma conosce molte persone, e sa molte cose. Appare spesso, ed Excel nell'episodio 2 lo definisce "peggio del prezzemolo": nella serie di lui si sa che era fidanzato con Testuko (parodia di Maisha di Galaxy Express 999), ed è rivale dell'autore del manga di Excel Saga, Koshi Rikdo. Ha un ruolo marginale anche se aiuta Pedro e Sandro a sconfiggere Quell'uomo.

## Premi
Nel 1998 Vince "Best Individual" o "Individual Achievement" premio alla terza edizione dell'Animation Kōbe.

## Filmografia
- Beast City (OAV): regista, produttore
- Burn-Up Scramble (TV): sceneggiatore (ED)
- éX-D: Danger Zone (OAV): regista
- Excel Saga (TV): regista, sceneggiatore (ep. 20, 26)
- Eyeshield 21 (TV): regista degli episodi
- Gakuen Alice (TV): storyboard, regista degli episodi
- Gekito! Crush Gear Turbo (TV): storyboard (ep. 58), produttore
- Goal FH (TV): regista
- Golden Brave Goldran (TV): storyboard e regista (ep. 2, 7, 12, 17, 22, 27, 33, 37, 43)
- Gravitation: Lyrics of Love (OAV): regista
- Hare Tokidoki Buta (TV): regista della serie
- Henbe (TV): produttore
- Lupin III - L'amore da capo: Fujiko's Unlucky Days (special): regista
- Magical Project S (TV): regista (ep. 7), storyboard (ep. 7, 15)
- Mahou Yuugi 3D (OAV): texture
- Guru Guru - Il girotondo della magia (TV): storyboard, regista episodio
- Mister Ajikko (TV): regista episodio, storyboard
- Nerima Daikon Brothers (TV): regista
- Puni Puni Poemi (OAV): regista
- Shin Megami Tensei Devil Children (TV): storyboard
- Shonen Ashibe (TV): storyboard, regista episodio
- Shonen Ashibe 2 (TV): storyboard, regista episodio
- Tenchi Muyo! GXP (TV): regista, scrittore testi (ED)
- The Wallflower (TV): regista
- Urayasu Tekkin Kazoku (TV): sceneggiatore (ep. 21, 27)
- To Be Hero (TV): regista